# Aniakchak
Mount Aniakchak je stratovulkán, nacházející se v Aleutském pohoří ve státě Aljaška v USA.
Jeho kaldera má téměř deset kilometrů v průměru a je asi 600 metrů hluboká. Je tak jednou z největších svého druhu na světě. Vytvořila se po výbuchu v roce 1645 př. n. l., ale podle novějšího datování roku 1628 př. n. l. Aniakchak je činná sopka, v historii vytvořila nejméně deset lávových proudů.
K poslední známé erupci došlo v roce 1931. Jezero Surprise uvnitř kaldery je zdrojem vody pro řeku Aniakchak.

### Externí odkazy

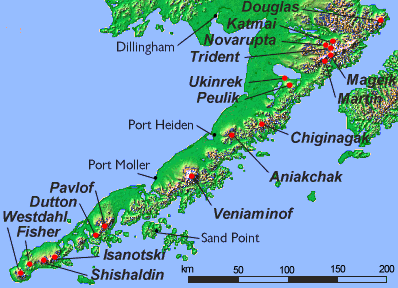
Mapa polohy sopek na poloostrově Aljašky